# Villadose
Villadose település Olaszországban, Veneto régióban, Rovigo megyében. Lakosainak száma 4714 fő (2023. január 1.). Villadose Adria, Ceregnano, Rovigo és San Martino di Venezze községekkel határos.

## Népesség
A település lakossága az elmúlt években az alábbi módon változott:
| Lakosok száma | 5041 | 5014 | 4714 |
|               | 2017 | 2018 | 2023 |